# Ali Akbar Hashemi Rafsanjani
‘Ali Akbar Hāshemi Rafsanjāni (in persiano  ﻋﻠﻲ اکبر هاشمی رفسنجانی‎, vero nome in persiano هاشمی بهرمانی‎, Hāshemi Bahremāni; Bahreman, 25 agosto 1934 – Teheran, 8 gennaio 2017) è stato un politico e militare iraniano.
È stato presidente dell'Iran dal 1989 al 1997, presidente dell'Assemblea degli Esperti dal 2007 al 2011 e presidente del Consiglio per il Discernimento dell'Iran dal 1989 alla morte.

## Biografia

### Attività civili
Frequentò i corsi religiosi che si tenevano a Qom, la città santa sciita iraniana, per una dozzina di anni, di cui sei sotto la guida dell'ayatollah Khomeyni, divenendo uno dei suoi più fedeli collaboratori.
Non troppo appassionato di studi dei commentari coranici (tafsīr), si dedicò con sempre maggior impegno alla carriera di militante politico, per la quale sarà arrestato a quattro riprese, e di uomo d'affari, grazie alla quale fra il 1960 e il 1976 realizzerà a Qom operazioni immobiliari che gli frutteranno grandi profitti. Divenne inoltre uno dei più importanti grossisti di pistacchi dell'Iran e l'ammontare della sua fortuna personale fu stimato a vari miliardi di dollari, tanto da essere considerato come l'uomo più ricco del Paese.
Nel 1979, prima della caduta dello Shāh, si presentò come rappresentante dei piccoli commercianti del bazar, guadagnandosi il soprannome di Akbar Shah (Shah Akbar).

### Carriera politica
Fin dagli esordi della nuova Repubblica islamica, Rafsanjāni fu uno degli uomini-chiave del Consiglio Rivoluzionario dell'Iran, insieme a Mohammad Javad Bahonar, Mohammad Beheshti, Morteza Motahhari e Abdolkarim Musavi Ardebili.
Fedele dell'Āyatollāh Khomeyni, nel 1980 fu eletto presidente del Parlamento (Majles), carica che conservò fino al 1989. Durante il conflitto contro l'Iraq (1980-1988), fu il procuratore di Khomeyni nel seno del potente Consiglio di Guerra e non manca chi lo accusa ancor oggi di aver prolungato le ostilità contro il paese aggressore dopo la riconquista dei territori iraniani precedentemente occupati dall'Iraq. Nonostante un rapporto conflittuale con gli Stati Uniti d'America, esercitò un ruolo per la liberazione degli ostaggi in Libano.

Nel marzo 1988, Khomeyni lo nominò comandante in capo delle forze armate iraniane e in aprile egli decise il cessate-il-fuoco con l'Iraq, guadagnandosi così fama di pragmatismo pur nel suo conservatorismo.
A febbraio 1989 fu nominato da Khomeyni presidente del Consiglio per il Discernimento, l'assemblea amministrativa incaricata di risolvere i conflitti legislativi tra Parlamento e Consiglio dei Guardiani. Fu confermato alla presidenza più volte, sino alla morte avvenuta l'8 gennaio 2017. Ad agosto 1989 Rafsanjāni succedette a Ali Khamenei quale presidente della Repubblica dell'Iran. Tenne la carica per due mandati completi, fino ad agosto 1997.
Nel 2000, nelle prime elezioni dopo la fine del suo mandato presidenziale, Rafsanjāni si presentò ancora per un seggio parlamentare, ma il ministero degli Interni iraniano certificò che non fosse rientrato fra i 30 rappresentanti di Tehrān. Il Consiglio dei Guardiani dichiarò allora nulli numerosi voti e riuscì a farlo eleggere come 30º rappresentante. Rafsanjāni così divenne di nuovo un membro del Parlamento, ma si dimise prima di giurare come deputato. Spiegò il suo atto affermando che "sarebbe stato più utile nel servire il popolo in altri posti".
Nel 2005 tentò di conquistare un terzo mandato presidenziale, ma perse al secondo ballottaggio contro il sindaco di Teheran Maḥmūd Ahmadinejād nelle elezioni presidenziali iraniane del 2005, sebbene avesse vinto il primo turno delle votazioni. Gli osservatori internazionali ritennero che Ahmadinejād avesse uno stile di vita semplice ed un programma di governo a favore delle classi più povere, fattore di cui Rafsanjāni non sembrava poter godere. Inoltre, sempre secondo gli osservatori internazionali, a favore di Ahmadinejād giocava anche il fatto di avere un modello d'integrità religiosa non corrotto dal potere, caratteristica che Rafsanjāni non avrebbe posseduto. Fu consigliere della Guida suprema in materia di politica nazionale.
Morì per un attacco di cuore, a Teheran. 
In seguito ai solenni funerali presieduti dalla Guida suprema Ali Khamenei presso la grande moschea di Jamaran, fu sepolto il 10 gennaio 2017 nello stesso mausoleo al di fuori del cimitero di Behesht-e Zahra dove era stata tumulata la salma di Ruhollah Khomeyni.

### Mandato di cattura
Il 25 ottobre 2006 la magistratura argentina emise un mandato di cattura nei confronti di Rafsanjāni come mandante della strage del 18 luglio del 1994 al centro ebraico di Buenos Aires, che fece 85 morti e più di 300 feriti. L'attentato fu deciso, secondo il procuratore, in una riunione ai più alti livelli a Teheran, il 13 agosto dell'anno precedente, e venne chiesto a Hezbollah di realizzare l'attacco. Uno dei possibili moventi sarebbe stato l'interruzione degli accordi nucleari da parte del governo argentino con l'Iran.

### Vita privata
Rafsanjāni nacque nei pressi della cittadina di Rafsanjān, nell'Iran centrale. Da un suo matrimonio nel 1958, Rafsanjāni ebbe cinque figli: tre maschi - Mohsen, Mehdi e Yasser - e due femmine - Fātemeh e Faezeh. Solo Faezeh Hāshemi ha intrapreso la vita politica, tanto da essere entrata a far parte del Majles e da diventare editorialista del giornale Zan.
In anni recenti alcune voci, considerate nel suo ambiente diffamatrici, lo hanno accusato di essersi arricchito con varie proprietà. Nella campagna presidenziale del 2005 egli smentì tali voci. Chiunque fosse stato in grado di identificare una proprietà da lui non denunciata - egli disse - avrebbe potuto impadronirsene.
Rafsanjāni è autore di alcuni libri, il più importante dei quali riguarda Amir Kabir ed è intitolato Amir Kabir, l'Eroe della lotta contro l'imperialismo.

## Citazioni
Durante il suo discorso per la "Giornata di Gerusalemme" del 14 dicembre 2001, Rafsanjāni fece riferimento alla posizione dell'Iran su Israele e il mondo occidentale. Disse (in base alla traduzione fattane dalla britannica BBC):
(  )